# Xylopia conjungens
Xylopia conjungens este o specie de plante angiosperme din genul Xylopia, familia Annonaceae, descrisă de Robert Elias Fries. Conform Catalogue of Life specia Xylopia conjungens nu are subspecii cunoscute.